# Antemunt
Antemunt (grec antic: Ἀνθεμοῦς, Anthemūs, llatí: Anthemus) va ser una ciutat de Macedònia situada al sud-est de Tessalònica i al nord de la península Calcídica. Tenia per limit, al nord, Bisàltia, Crestònia i Migdònia.
Heròdot explica que Amintes I de Macedònia la va cedir a Olint. Tucídides diu que era una regió de Macedònia. L'any 429 aC el seu territori va ser devastat pels tracis sota el comandament de Sitalces.
Quan era en possessió dels atenesos, el rei Filip II de Macedònia la va conquerir, i finalment la va cedir a Olint juntament amb Potidea. Durant la batalla d'Issos un esquadró de l'exèrcit d'Alexandre el Gran estava format per habitants d'Antemunt.